# Segle XVII
El segle XVII és un període de l'edat moderna que inclou els anys compresos entre 1601 i 1700, i que suposa un període de crisi política i econòmica gairebé generalitzat, mentre que en l'àmbit cultural i científic es duen a terme grans avanços, fruit de la nova mentalitat racionalista i individualista, que posa en dubte vells dogmes. El barroc suposa la plasmació artística d'aquest descrèdit, amb obres que qüestionen la realitat o la transformen amb excessos.

## Política
El segle xvii viu alhora la crisi dels grans estats i el reafermament de l'absolutisme monàrquic. L'Imperi Espanyol, amb Felip IV de Castella patia greus problemes a Europa després de la independència holandesa i portuguesa, mentre es veia immers en conflictes interns. A Catalunya, es produeix la Guerra dels Segadors, un aixecament contra els abusos de les tropes espanyoles que va acabar suposant la pèrdua de territori (amb el tractat dels Pirineus i de poder polític, en un procés de castellanització progressiu de la noblesa. Altres aixecaments com la Revolta dels Angelets i la Revolta de les Barretines proven el descontentament de les classes populars amb una monarquia que les asfixiava amb obligacions per mantenir l'hegemonia continental.
Posteriorment, Espanya va participar en la Guerra dels Trenta anys (1618-1648), probablement el conflicte més important del segle. Va suposar l'enfrontament dels territoris hispanogermànics contra una aliança del nord del continent, reforçada amb l'addició de França, en què es barrejaven els interessos polítics i les guerres de religió iniciades el segle precedent. Va finalitzar amb la pau de Westfàlia.
França es converteix en el símbol del centralisme absolutista, amb el rei Lluís XIV i el seu administrador el cardenal Richelieu. Va passar a ocupar un lloc cabdal en la política europea (el «grand siècle», en diuen els francesos) amb aliances i guerres contra els estats veïns, i esdevingué un bastió del catolicisme.
Anglaterra suposa l'excepció a la concentració de poder en mans del rei, després de la Guerra Civil anglesa i de l'aparició de figures com Oliver Cromwell. Es va instaurar un parlament poderós que afavoriria la política liberal, però no va evitar la participació en diverses guerres, no solament la dels Trenta anys, sinó fins a quatre guerres amb Holanda i una per conquerir part d'Irlanda.
A part de tots els conflictes interns, Europa ha de fer front als atacs periòdics dels otomans, que continuen dominant la Mediterrània i que amenacen els territoris russos, polonesos i altres potències orientals.
A la Xina, es produeix un canvi de dinastia que provoca un període d'inestabilitat i involució, quan la dinastia Ming entra en crisi i a mitjans de segle és substituïda per la dinastia Qing, d'origen manxú. A Rússia puja al poder la dinastia Romànov. El Japó inicia el període Edo, d'aïllacionisme polític (que no comercial). A Amèrica, la massacre de Jamestown (1622) simbolitza l'inici de les hostilitats agudes entre els nadius nord-americans i els colons europeus.

## Economia i societat
La població mundial pateix una important davallada al segle xvii a causa de les contínues guerres i epidèmies. Es calcula que a la Xina mor el 30% dels habitants en l'esfondrament dels Ming. A Europa, les guerres delmen la demografia (un 10% a Anglattera, un 20% a Alemanya), fet a què no és aliè el territori dels Països Catalans, on als conflictes bèl·lics se sumen les epidèmies de pesta i l'expulsió dels moriscos, que minva especialment el nombre d'habitants del Regne de València. A Rússia, unes collites desastroses a l'inici del segle desemboquen en un any de fam severa que mata gairebé una tercera part dels camperols. Els hiverns excepcionalment freds de l'època afecten els conreus de tot l'hemisferi oriental (amb períodes de fam a França que provoquen la mort de 2 milions de persones) i es discuteix si hi ha relació amb el mínim de Maunder astronòmic. Successives erupcions del Vesuvi contribueixen a la pèrdua de collites a Itàlia. A Londres se succeeixen les catàstrofes: després d'una enorme epidèmia de pesta es produeix el gran incendi de Londres el 1666.
En economia s'imposa el mercantilisme, amb polítics com Jean-Baptiste Colbert, una doctrina que afavoria l'intercanvi basat en metalls preciosos (entre aquests, les enormes importacions de plata del Potosí), clau per a produir manufactures i mantenir una balança comercial positiva. Per això, el mercantilisme va impulsar el naixent capitalisme i les grans companyies transnacionals, així com va accelerar l'intervencionisme estatal. En aquest context cal situar l'edat d'or holandesa, un període de gran auge econòmic i cultural. Els holandesos van aconseguir ser els únics europeus que tenien permesa l'entrada al mercat del Japó, així com el monopoli de diversos productes (com el clau) gràcies a les pressions de la Companyia Holandesa de les Índies Orientals (1602), una empresa que va amenaçar els interessos portuguesos a Indonèsia i va establir el precedent per a les grans multinacionals futures.
S'extingeixen els dodos i els urs.

## Invencions i descobriments
La revolució científica, iniciada un segle abans, va arribar al seu punt culminant, gràcies als nous estris que permetien una observació directa de la natura (per això van florir els jardins botànics, com el Jardí de les Plantes francès) i al creixement de les matemàtiques com a llenguatge formal per a consignar les descobertes, camp en què destaquen les figures de Pierre de Fermat, René Descartes i Blaise Pascal. La calculadora mecànica d'aquest darrer va suposar un avenç cabdal per a l'automatització dels processos científics i un precedent dels ordinadors contemporanis.
Galileo Galilei millora el telescopi recentment inventat i, amb aquest aparell, pot confirmar les teories heliocèntriques de Copèrnic i descobrir diversos astres, entre aquests els satèl·lits de Júpiter, anomenats satèl·lits galileans en honor seu, o els anells de Saturn. La seva recerca topa amb l'oposició i condemna de l'Església catòlica, que hi veu un desafiament a l'ortodòxia bíblica sobre la creació i sobre el paper de l'ésser humà com a criatura escollida per Déu. Malgrat la Inquisició, Galileu continua investigant, si bé ha de refugiar-se i abandonar temporalment els estudis. La persecució a Galileu ha estat un símbol de la desavinença entre ciència moderna i fe durant segles. Johannes Kepler continua publicant les seves observacions astronòmiques.
Robert Hooke va usar els avenços de l'òptica en la direcció contrària, investigant amb el microscopi inventat per Antonie van Leeuwenhoek, amb el qual va descriure per primer cop la cèl·lula. També va ser el responsable de la invenció de la molla i de la configuració actual del termòmetre, en què el zero s'estableix en la congelació de l'aigua.
Newton enuncià la llei de la gravitació universal, que introduïa la gravetat dins el camp de la cinemàtica i que suposà una revolució per a la física i l'astronomia. Aquest concepte el va explicar en Philosophiae Naturalis Principia Mathematica, una de les obres més rellevants de la història de la ciència.
Es van inventar el baròmetre, una màquina per estudiar el buit (per part d'Otto von Guericke) i una primitiva màquina de vapor, que serà un dels emblemes de les futures revolucions.

## Art, cultura i pensament
S'inaugura la filosofia moderna. Descartes proclama que la raó pot conèixer tot el que l'envolta de manera segura i formula el principi de cogito ergo sum, el qual implica que l'ésser humà pot abastar tot el món amb la seva ment, sempre que procedeixi de manera correcta, a més d'una separació radical entre objecte i subjecte. Gottfried Leibniz i Baruch Spinoza subscriuen aquestes tesis racionalistes. Aquest racionalisme, però, no impedeix la creença en la bruixeria, com prova, per exemple, el judici a les bruixes de Salem, un dels més cèlebres processos contra dones considerades fetilleres que van proliferar durant aquell temps. No és tampoc l'únic corrent filosòfic modern, ja que les obres de John Locke situen l'empirisme com l'antítesi d'aquesta escola. Hobbes, per la seva banda, s'allunya de l'optimisme general en afirmar que l'ésser humà és dolent per naturalesa.
El segle xvii coincideix artísticament amb el barroc, un moviment caracteritzat per l'ornament que es manifesta en diferents disciplines. En arquitectura, Francesco Borromini va ser un dels personatges més influents. Es va acabar la basílica de Sant Pere del Vaticà i es va iniciar el palau de Versalles, símbols del poder religiós i polític respectivament. Fora de l'àmbit europeu, es va edificar el Taj Mahal. En escultura, Bernini va crear el grup Apol·lo i Dafne, que mostra el gust per les corbes i la passió pròpies del barroc. En la pintura, excel·leixen Bartolomé Esteban Murillo, Rembrandt van Rijn, Peter Paul Rubens, Diego Velázquez, Artemisia Gentileschi i Johannes Vermeer de Delft, tots ells caracteritzats per l'ús de la llum per a ressaltar la figura humana en un entorn quotidià (encara que el tema pugui no ser-ho). En música, destaca la família Bach, que dominarà amb les seves composicions bona part dels segles xvii i XVIII. Altres músics de renom són Jean-Baptiste Lully, Claudio Monteverdi, Johann Pachelbel i Henry Purcell. Antonio Stradivari, considerat el lutier més important de tots els temps, va viure en aquest segle.
La literatura barroca està marcada per l'aparició dels considerats dos autors més importants de la història: Shakespeare i Cervantes, emmarcat aquest darrer dins el fecund segle d'or espanyol. En general, es pot considerar un període d'esplendor de les diferents literatures nacionals europees i la consolidació de diversos gèneres sorgits durant el Renaixement, com per exemple la novel·la moderna. Els anglesos renoven el teatre amb Shakespeare, autor d'obres com Romeu i Julieta o Hamlet. John Milton modernitza la poesia amb una recreació bíblica en què el dimoni assumeix per primer cop un paper atractiu que seria reivindicat després pels romàntics. A França, triomfa Molière als escenaris i La Fontaine en la faula. La prosa castellana té en Cervantes el seu màxim exponent, amb el seu Don Quixot de La Manxa, esdevingut un arquetip universal, una obra que parodia les novel·les de cavalleries amb un protagonista que idealitza la realitat, posada en dubte de manera constant pel barroc, com es veu en les obres de Calderón de la Barca, autor teatral que en vida va gaudir de menys fama que Lope de Vega, el renovador de la comèdia hispànica. En poesia, s'enfronten l'estil culteranista de Luis de Góngora y Argote, basat en una bellesa formal amb un llenguatge ple de cultismes i d'inspiració clàssica, amb el conceptisme de Francisco de Quevedo, en què preval l'enginy.